# れ

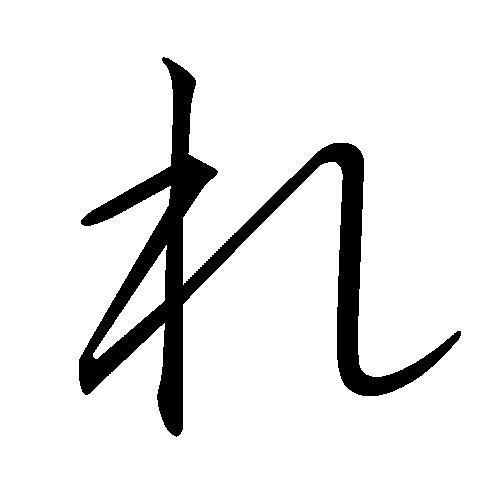
平假名れ（清音）

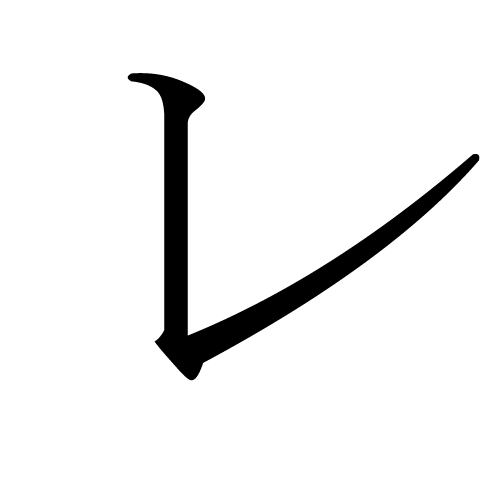
片假名レ（清音）

平假名れ和片假名レ是日语的假名之一，由一个音节组成。在日语五十音图中排於第9行第4个（ら行え段）的位置。

## 筆劃順序

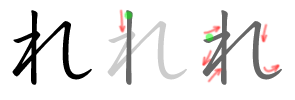
平假名れ的筆劃順序

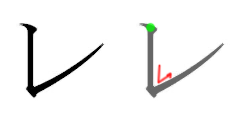
片假名レ的筆劃順序

## 關於れ和レ
| 現代日語發音     | 由1個子音和1個母音形成／ɺe̞／音     |
| 五十音顺序       | 第42位                             |
| 伊吕波顺序       | 第17位，「た」之后、「そ」之前     |
| 平假名「れ」字源 | 「」字的草書。字形像漢字的「扎」。 |
| 片假名「レ」字源 | 「」字的右半部。字形像打勾符號。   |
| 日语罗马字       | 平文式罗马字：re 训令式罗马字：re  |
| 点字：           | \| ●● －● —— \|                    |
| 通话表           | 「れんげのレ」                     |
| 摩尔斯电码       | ——－                               |
| ●● －● ——        |                                    |